# Starý Lískovec
Starý Lískovec – historyczna gmina, dzielnica i gmina katastralna, a od 24 listopada 1990 pod nazwą Brno-Starý Lískovec również część miasta w południowej części o powierzchni 328 ha. 